# Ali-Shir Nava'i
Mir Ali-Shir Nava'i o Nizomiddin Mir Ali-Shir —en txagatai: نظام الدین علی شیر نوایر شیر نوای،, en persa: نظام‌الدین علی‌شیر نوایی ⌴ن ی،،یییی— (Herat, Afganistan, 9 de febrer de 1441 – Herat, Afganistan, 3 de gener de 1501) va ser un poeta timúrida, escriptor, estadista, lingüista, místic Hanafi Maturidi i pintor que va ser el màxim representant de la literatura txagatai.
Nava'i creia que el txagatai, la seva llengua materna, era superior al persa per a propòsits literaris, una visió poc comuna a l'època i defensava aquesta creença en la seva obra titulada Muhakamat al-Lughatayn (El judici de les dues llengües). Va destacar la seva creença en la riquesa, precisió i mal·leabilitat del vocabulari turc en oposició al persa.
A causa de la seva distingida poesia en llengua txagatai, Nava'i és considerat per molts al món de parla turca com el fundador de la primera literatura turca. Molts llocs i institucions de l'Àsia central porten el seu nom.

## Vida
Ali-Shir Nava'i va néixer el 1441 a la ciutat d'Herat en el si d'una família d'escribes de cancelleria turcs ben llegits. Durant la vida d'Ali-Shir, Herat era governada per l'Imperi Timúrida i es va convertir en un dels principals centres culturals i intel·lectuals del món musulmà. Ali-Shir pertanyia a la classe emir (o mir en persa) Txagatai de l'elit timúrida. El pare d'Ali-Shir, Ghiyath ud-Din Kichkina (El Petit), va servir com a oficial d'alt rang al palau de Xah Rukh Mirza, un governant de Khorasan. La seva mare va exercir d'institutriu d'un príncep al palau. Ghiyath ud-Din Kichkina va exercir com a governador de Sabzawar al mateix temps. Va morir mentre Ali-Shir era jove, i un altre governant de Khorasan, Abul-Qasim Babur Mirza, va adoptar la tutela del jove.
Ali-Shir era un company d'escola de Hussayn Bayqara, que més tard es convertiria en el sultà de Khorasan. La família d'Ali-Shir es va veure obligada a fugir d'Herat el 1447 després que la mort de Shāhrukh creés una situació política inestable. La seva família va tornar a Khorasan després que l'ordre es restaurés a la dècada de 1450. El 1456, Ali-Shir i Bayqara van anar a Mashad amb Ibn-Baysunkur. L'any següent Ibn-Baysunkur va morir i Ali-Shir i Bayqara es van separar. Mentre Bayqara intentava establir el poder polític, Ali-Shir va continuar els seus estudis a Mashad, Herat i Samarcanda. Després de la mort d'Abu-Saïd Mirza el 1469, Hussayn Bayqara va prendre el poder a Herat. En conseqüència, Ali-Shir va abandonar Samarcanda per unir-se al seu servei. El 1472, Ali-Shir va ser nomenat emir (comandant) del dīvān-i aʿlā (consell suprem), que finalment el va portar a un conflicte amb el poderós buròcrata persa Majd al-Din Muhammad Khvafi, a causa de les reformes centralitzadores d'aquest últim, que van suposar un perill per als privilegis tradicionals dels quals gaudia l'elit militar turca (com Ali-Shir). Ali-Shir va romandre al servei de Bayqara fins a la seva mort el 3 de gener de 1501. Va ser enterrat a Herat.
Ali-Shir Nava'i va portar un estil de vida ascètic, «mai es va casar ni tenir concubines ni fills».

## Obra

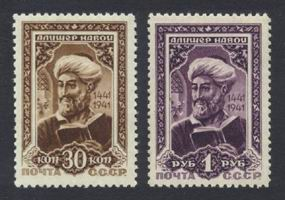
Ali-Shir Nava'i representat als segells de l'URSS de 1942 per celebrar el 500 aniversari del seu naixement

Ali-Shir va servir com a administrador públic i assessor del seu soldà, Hussayn Bayqara. També va ser un constructor que es diu que va fundar, restaurar o dotar unes 370 mesquites, madrasses, biblioteques, hospitals, caravanserralls i altres institucions educatives, pietoses i caritatives a Khorasan. A Herat, va ser responsable de 40 caravanserralls, 17 mesquites, 10 mansions, nou banys, nou ponts i 20 piscines.
Entre les construccions d'Ali-Shir hi havia el mausoleu del poeta místic del segle xiii, Farid-ad-Din Attar, a Nixapur (nord-est de l'Iran) i la madrassa de Khalasiya a Herat. La seva contribució a l'arquitectura d'Herat, la va convertir, en paraules de René Grousset, en «la Florència del que amb raó s'ha anomenat el Renaixement timúrida». A més, va ser un promotor i mecenes de l'erudició i les arts i les lletres, músic, compositor, cal·lígraf, pintor i escultor, i un escriptor tan famós que Bernard Lewis, un reconegut historiador del món islàmic, el va anomenar «el Chaucer dels turcs».
Entre les nombroses figures notables que van ser sostingudes econòmicament per Ali-Shir inclouen els historiadors Mirkhvand (mort el 1498), Khwandamir (mort el 1535/6) i Dawlatshah Samarqandi (mort el 1495/1507); els poetes Jami (mort el 1492), Asafi Harawi (mort el 1517), Sayfi Bukhari (mort el 1503), Hatefi (mort el 1521) i Badr al-Din Hilali (mort el 1529/30); i els músics Shaykh Na'i i Hussayn Udi.

### Obres literàries
Sota el pseudònim Nava'i, Ali-Shir va ser un dels escriptors clau que van revolucionar l'ús literari de les llengües turques. El mateix Nava'i va escriure principalment en la llengua txagatai i va produir 30 obres durant un període de trenta anys, durant els quals el txagatai va ser acceptat com una llengua literària prestigiosa i respectada. Nava'i també va escriure en persa amb el pseudònim Fāni i, en molt menor grau, en àrab.
Els poemes més coneguts de Nava'i es troben en els seus quatre diwans, o col·leccions de poesia, que sumen aproximadament 50.000 versos. Cada part de l'obra correspon a un període diferent de la vida d'una persona:

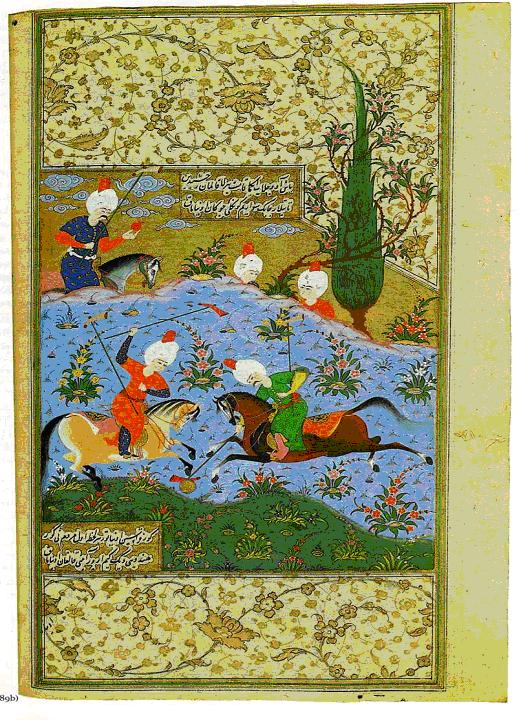
Una pàgina del diwan de Nava'i. De la biblioteca de Solimà el Magnífic.

- Ghara'ib al-Sighar «Les meravelles de la infantesa»
- Navadir al-Shabab «Les rareses de la joventut»
- Bada'i' al-Wasat «Les meravelles de l'edat mitjana»
- Fawa'id al-Kibar «Beneficis de la vellesa»

Per ajudar altres poetes turcs, Ali-Shir va escriure obres tècniques com Mizan al-Awzan «La mesura dels metres» i un tractat detallat sobre metres poètics. També va elaborar el monumental Majalis al-Nafais «Assemblees d'homes distingits», una col·lecció de més de 450 esbossos biogràfics de poetes, majoritàriament contemporanis. La col·lecció és una mina d'or d'informació sobre la cultura timúrida per als historiadors moderns.
Les altres obres importants d'Ali-Shir inclouen el Khamsa (Quíntuple), que es compon de cinc poemes èpics i és una imitació del Khamsa de Nizami Gandjawi:
- Hayrat al-Abrar «Maravelles de la bona gent» (حیرت الابرار)
- Farhad va Shirin «Farhad i Shirin» (فرهاد و شیرین)
- Layli va Majnun «Layla i Majnun» (لیلی و مجنون)
- Sab'ai Sayyar «Set viatgers» (سبعه سیار) (sobre els set planetes)
- Sadd-i Iskandari «El Mur d'Alexandre» (سد سکندری) (sobre Alexandre el Gran)

Ali-Shir també va escriure Lisan al-Tayr després del Mantiq al-Tayr d'Attar de Nixapur o «El llenguatge dels ocells», en què va expressar les seves opinions filosòfiques i idees sobre el sufisme. Va traduir el Nafahat al-uns (نفحات الانس) de Jami al txagatai i el va titular Nasayim al-muhabbat (نسایم المحبت). El seu Besh Hayrat (Cinc meravelles) també ofereix una visió en profunditat de les seves opinions sobre la religió i el sufisme. El seu llibre de poesia persa conté 6.000 versos (beits).
L'últim treball de Nava'i, Muhakamat al-Lughatayn «El judici de les dues llengües» és una comparació del turc i el persa i es va acabar el desembre de 1499. Creia que la llengua turca era superior al persa per a propòsits literaris, i defensava aquesta creença en la seva obra. Nava'i va emfatitzar repetidament la seva creença en la riquesa, precisió i mal·leabilitat del vocabulari turc en oposició al persa.

Aquest és el fragment dels «Vint-i-un Ghazals» de Nava'i, traduït al català:
| « | Sense fortuna i perspectiva, encenc el foc De la impaciència, els guàrdies de la prudència han desaparegut: La meva caravana indefensa al foc que s'acosta. Un llamp m'ha impactat i m'ha canviat completament Mentre els joncs esclaten i s'estenen en un mar de foc… Entén, Navoiy, nego el meu patiment Quan els boscos de Mazandaran es van tornar vermells pel foc. | » |

## Llegat
Nava'i és un dels poetes més estimats entre els pobles turcs de l'Àsia central. Generalment, és considerat com el màxim representant de la literatura en llengua txagatai. El seu domini de la llengua txagatai va ser tal que es va conèixer com "la llengua de nava'i".
Tot i que totes les aplicacions dels etnònims moderns de l'Àsia central a la gent de l'època de Nava'i són anacròniques, les fonts soviètiques i uzbeques consideren a Nava'i com un uzbek ètnic. Segons Muhammad Ḥaidar, que va escriure el Tarikh-i-Rashidi, Ali-sher Nava'i era un descendent dels escribes uigurs Bakhshi, la qual cosa ha portat a algunes fonts a anomenar-lo descendent dels uigurs. No obstant això, altres estudiosos com Kazuyuki Kubo no estan d'acord amb aquesta visió.
Fonts soviètiques i uzbeques sostenen que Nava'i va contribuir significativament al desenvolupament de la llengua uzbeka i el consideren el fundador de la literatura uzbeka. A principis del segle xx, la política lingüística soviètica va canviar el nom de la llengua txagatai "Uzbek antic", que, segons Edward A. Allworth, "distorsionava molt la història literària de la regió" i es va utilitzar per donar a autors com Alisher Nava'i una identitat uzbeka.
El desembre de 1941, tota la Unió Soviètica va celebrar el 500 aniversari de Nava'i. A Leningrad bloquejat pels nazis, l'orientalista armeni Joseph Orbeli va dirigir un festival dedicat a Nava'i. Nikolai Lebedev, un jove especialista en literatura oriental que patia una distròfia aguda i ja no podia caminar, va dedicar els últims moments de la seva vida a llegir el poema de Nava'i Set viatgers.
Molts llocs i institucions d'Uzbekistan i altres països de l'Àsia central porten el nom d'Alisher Nava'i. La regió de Navoiy, la ciutat de Navoiy, la Biblioteca Nacional d'Uzbekistan qu porta el seu nom a Alisher Navoi, el Teatre de l'Òpera i Ballet Alisher Navoi, l'estació del metro de Taixkent Alisher Navoi i l'aeroport internacional de Navoi, tots porten el seu nom.
Molts dels gazals de Nava'i es representen als Dotze Muqam, particularment a la introducció coneguda com Muqäddimä. També apareixen en cançons populars uzbeques i en les obres de molts cantants uzbeks, com Sherali Jo'rayev. Les obres d'Alisher Nava'i també s'han posat en escena com a obres de teatre amb dramaturgs uzbeks.
El 2021, es va celebrar un esdeveniment espiritual internacional dedicat al 580è aniversari d'Ali-Shir Nava'i a la Casa de l'Amistat a Nur-Sultan, Kazakhstan.